# Макарихина
Макарихина — упразднённая в декабре 2015 года деревня в Верхотурском городском округе Свердловской области, Россия.

## Географическое положение
Деревня Макарихина муниципального образования Верхотурский городской округ была расположена в 28 километрах (по автотрассе в 36 километрах) к востоку-юго-востоку от города Верхотурье, на правом берегу реки Салда (правый приток реки Туры), ниже устья правого притока реки Хлыга.

## История деревни
Деревня была основана в середине XVII века крестьянином Микиткой Макаровым как деревня Сулинская. Затем в конце XVII века название деревни стало Макарова, а после — Макарихина.
В декабре 2015 года областным законом № 144-ОЗ была упразднена.

## Население
| 1873 | 2002 | 2010 |
| ---- | ---- | ---- |
| 101  | ↘0   | →0   |